# كتاب سيبويه
كتاب سيبويه أو الكتاب هو كتاب في النحو ألفه اللغوي البصري سيبويه وهو من أعظم الأعمال في النحو والصرف وهو أول كتاب منهجي ينسق قواعد اللغة العربية ويدونها. يبحث في مختلف فروع اللغة العربية فقد تناول النحو والصرف، ويتعرض لكثير من المسائل الدينية والدراسات القرآنية، اهتم به القدماء والمحدثون درسا وشرحا ونقاشا وتعليقا واختصارا فلم يحظ أي كتاب بما حظي به كتاب سيبويه من اهتمام العلماء والدارسين في مختلف العصور منذ تأليفه حتى العصر الحديث. نال الكتاب رضا العلماء وأهل اللغة ومدحه كثيرون قال عنه الجاحظ أنه «لم يكتب الناس في النحو كتاباً مثله»، وقال عنه السيرافي: وكان كتاب سيبويه لشهرته وفضله علَماً عند النحويين، فكان يقال بالبصرة: قرأ فلان الكتاب، فيُعلَم أنه كتاب سيبويه، وقال الجرمي: أنا منذ ثلاثين سنة أفتي الناس في الفقه من كتاب سيبويه.

## المؤلف
مؤلف الكتاب هو عمرو بن عثمان بن قنبر الحارثي بالولاء المعروف بسيبويه إمام النحاة، وأول من بسّط علم النحو. أخذ النحو والأدب عن الخليل بن أحمد الفراهيدي ويونس بن حبيب وأبي الخطاب الأخفش وعيسى بن عمر، وورد بغداد وناظر بها الكسائي.

## عنوان الكتاب
عُرِفَ كتاب سيبويه بالكتاب أو كتاب سيبويه ولم يرد أن مؤلفه سماه أو وضع له عنوانا أو اسما كما كان يفعل من سبقه أو عاصره من العلماء، قال عبد السلام هارون: «وقد يكون أعجل عن تسميته بأنه احتضر شابا فلم يتمكن من معاودة النظر فيه واستتمامه، فليست للكتاب مقدمة وليست له خاتمة مع جلالة قدره وإحكام بنائه.»

## منهج الكتاب
منهج الكتاب فيه الكثير من الغموض، وتحتاج ألفاظه إلى إيضاح.

## شروح الكتاب
شرح الكتاب عدد غير قليل من العلماء واهتموا به منذ القرن الثالث الهجري، منهم الأخفش الأوسط والمازني والأخفش الأصغر وابن السراج والمبرمان وابن درستويه والسيرافي وابن سيد اللغوي والرماني.

### فهرس المراجع
الكتب
1. ↑  الحديثي (1967)، ص. 61.
2. 1 2  هارون (1991)، ص. 24.
3. ↑  هارون (1991)، ص. 31.
4. ↑  الحديثي (1967)، ص. 151.

الويب

### معلومات المراجع مُفصَّلة
- خديجة الحديثي (1967)، كتاب سيبويه وشروحه، بغداد، OCLC:784354677، QID:Q123000390{{استشهاد}}:  صيانة الاستشهاد: مكان بدون ناشر (link)
- سيبويه (1991)، كتاب سيبوبه، تحقيق: عبد السلام هارون، بيروت، QID:Q122984471{{استشهاد}}:  صيانة الاستشهاد: مكان بدون ناشر (link)

## وصلات خارجية
- (بالإنجليزية) Sibawiki - The Sibawayhi project